# 金成興控股
金成興控股有限公司，簡稱金成興控股（英語：KSH Holdings Limited，SGX：ER0），1974年由董事會主席及總裁朱峙安創立，專門在新加坡、中國內地、馬來西亞等地區經營建筑、产业发展和管理。
總部位於36 Senoko Road, Singapore 758108。承建包括The frontier Community Place 、蔡厝港体育中心、南洋理工学院、丹那美拉渡轮码头、ONE°15 Marina Club (滨海俱乐部)、海韵湾(The Coast)和The Berth By The Cove。
而股份在2007年2月8日於新加坡交易所主板上市。招股價為0.36新加坡元，發行股份為25,000,000股，集資額為9,000,000新加坡元。

## 連結
- KimSengHeng.com （页面存档备份，存于）